# تپه کینی کل
تپه کینی کل مربوط به عصر مس - عصر برنز است و در شهرستان ملایر، بخش ملایر، بخش سامن، دهستان آورزمان، روستای دره امید علی واقع شده و این اثر در تاریخ ۲۶ اسفند ۱۳۸۷ با شمارهٔ ثبت ۲۶۱۵۶ به‌عنوان یکی از آثار ملی ایران به ثبت رسیده است.